# Europameisterschaften 2026
Als Europameisterschaft 2026, auch EM 2026, Euro 2026, bezeichnet man folgende Europameisterschaften, die im Jahr 2026 stattfinden sollen:
- Bahnradsport-Europameisterschaften der Junioren/U23 2026
- Eiskunstlauf-Europameisterschaften 2026
- Handball-Europameisterschaft der Männer 2026
- Handball-Europameisterschaft der Frauen 2026
- Leichtathletik-Europameisterschaften 2026
- Rennrodel-Europameisterschaften 2026
- U-17-Fußball-Europameisterschaft 2026
- U-19-Fußball-Europameisterschaft 2026